# Tanggungharjo (Tanggungharjo)
Tanggungharjo is een bestuurslaag in het regentschap Grobogan van de provincie Midden-Java, Indonesië. Tanggungharjo telt 5928 inwoners (volkstelling 2010).